# Abos
Abos – miejscowość i gmina we Francji, w regionie Nowa Akwitania, w departamencie Pireneje Atlantyckie.
Według danych na rok 1990 gminę zamieszkiwało 479 osób, a gęstość zaludnienia wynosiła 57 osób/km² (wśród 2290 gmin Akwitanii Abos plasuje się na 726. miejscu pod względem liczby ludności, natomiast pod względem powierzchni na miejscu 1178.).
| 1901 | 1962 | 1968 | 1975 | 1982 | 1990 | 1999 |
| ---- | ---- | ---- | ---- | ---- | ---- | ---- |
| 401  | 432  | 479  | 462  | 467  | 479  | 481  |

## Galeria

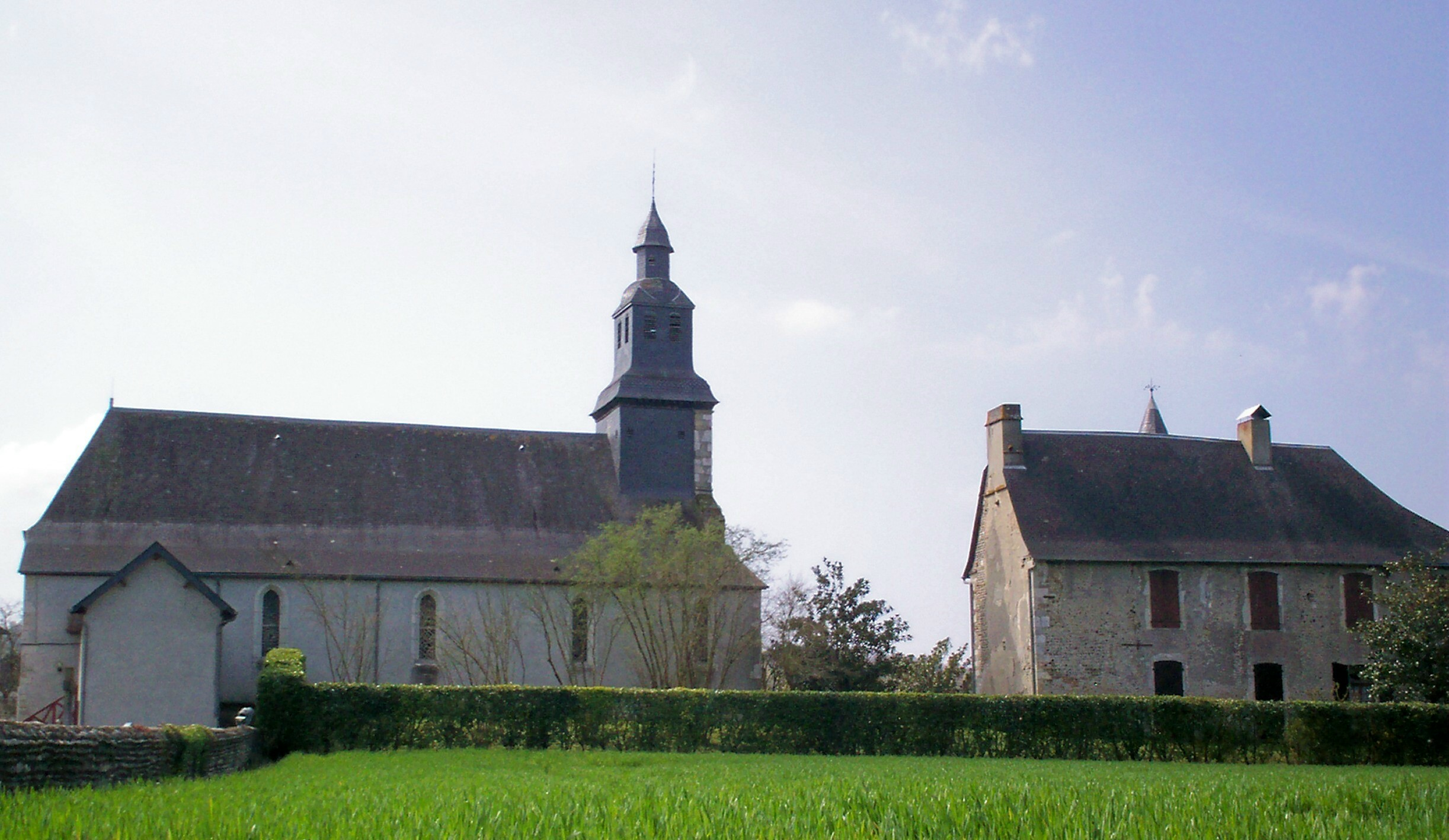
Kościół w Abos